# 알레만어
알레만어(독일어: Alemannisch, Alemannische Dialekte) 또는 알레만 독일어, 알레만 방언은 상부 독일어에 속하는 독일어의 방언군이다. 명칭은 고대 게르만족의 일파인 알레마니족의 이름에서 기원했다.

## 방언
알레만어는 남쪽의 고지대에서 북쪽의 저지대로 갈수록 서서히 언어의 모습이 달라지는 방언 연속체로, 크게 최고지 알레만어, 고지 알레만어, 저지 알레만어의 3가지 대분류로 나뉜다. 더 넓은 의미에서는 저지 알레만어와 사용 지역이 접하고 표준 독일어와도 유사한 슈바벤어를 알레만 방언에 포함하기도 한다.
- 슈바벤어: 독일 슈바벤 지역(뷔르템베르크 및 바이에른 슈바벤)
- 협의의 알레만어
  - 저지 알레만어
    - 라인 상류 알레만어: 바덴 남서부
    - 알자스어: 프랑스 알자스
    - 바젤 독일어: 스위스 바젤
    - 알레만 콜로네이로어: 베네수엘라의 디아스포라

  - 고지 알레만어
    - 베른 독일어
    - 취리히 독일어
    - 포어아를베르크 방언
    - 리히텐슈타인 방언

  - 최고지 알레만어
    - 발리스 독일어: 스위스의 칸톤인 발레(독일어명 발리스)의 방언
    - 발저 독일어: 중세에 발리스에서 그라우뷘덴 등으로 이주한 이들의 방언

스위스 지역의 알레만 방언들은 흔히 통틀어 스위스 독일어라고 불린다.

## 같이 보기
- 고지 독일어
- 스위스 독일어